# 华妃 (嘉庆帝)
華妃（18世纪—1804年），名六妞，姓侯佳氏，亦作侯氏。内务府镶黄旗包衣管領下人。上驷院卿兼内务府大臣讨住之女，嘉庆帝之妃。

## 生平
乾隆四十三年二月，皇十五子位下新添官女子鑲黃旗全保管領下卿討住之女六妞。乾隆五十四年（1789年）六月十二日未时，侯佳氏生嘉親王第六女，第六女於乾隆五十五年五月初七日戌时因出喜痘而夭折。
乾隆六十年（1795年）十月十三日，颙琰被公开皇太子的身份，并定于次年（嘉庆元年，1796年）正式登基。至嘉庆元年正月初一日，侯佳氏已在宮中檔案內被稱為瑩嬪，正月初四日，侯佳氏正式册封为瑩嬪。
嘉慶六年正月初八日，上諭瑩嬪著晉封為靜妃，但是嘉慶六年正月十四日，侯佳氏詔晉為華妃。
嘉庆六年四月十五日，以礼部尚书纪昀为正使，内阁学士吉纶为副使，册封瑩嬪為华妃。根據《鸿称通用》的記載，华字的满文为「gincihiyan」，意思为华丽的或秀美的 ，莹的满文为「nilgiyangga」，意思为「光华的」或「光润的」。 
嘉庆九年六月二十八日，华妃薨逝，七月初二日仁宗赐奠，七月十七日暂安田村殯宮。嘉庆十年二月初七日，奉安昌陵妃园寝。根据清宫医案的记载，仁宗华妃有血气不足之症，未知是否與皇六女兩歲夭折有關。

## 家族
華妃家族的祖先為明末時瀋陽的漢人侯優才，侯優才入旗之後，與其子侯世傑都是內務府管領下的閒散人丁，到了孫輩才開始出仕。華妃有一位姐姐嫁给多罗贝勒諾尼之曾孙革退奉恩将军宗室福明阿 ，其女為鑲白旗滿洲烏拉納喇氏誠毅公三和之子蘇第察之三繼妻，即華妃之外甥女。
以下為乾隆初年《欽定八旗滿州氏族通譜》編修時，侯氏家族的情況：
- 高祖父輩：優才，世居瀋陽地方，來歸年分無考。
- 祖父輩：六格，現任永定河道；國柱，原任員外郎。
- 父輩：常舒，現任參領；七十九，現任員外郎；陶柱，現任七品官；柏齡，現任筆帖式。
- 同輩：延福，現任庫使。

## 影视作品
- 電視劇

| 年份 | 劇名     | 演員   | 剧中姓名  | 劇中稱謂         |
| 2004 | 金枝慾孽 | 黎姿   | 侯佳·玉瑩 | 玉瑩小主、華貴人 |
| 2018 | 天命     | 蕭凱欣 | 侯佳氏    | 華妃             |

## 备注
1. 1 2 3  清代北京习俗，女儿称妞妞，并依出生次序称“某妞”。六妞可能指第六个女儿，亦或是她的个人名。